# Minden Hills
Minden Hills è un comune del Canada, situato nella provincia dell'Ontario, nella contea di Haliburton.